# خلیج کاینا
خلیج کاینا (به لاتین: Käina Bay) یک خلیج در استونی است که در دهستان هیوما واقع شده‌است.